# アレクサンドル・シュメーマン
アレクサンドル・シュメーマン（英語: Alexander Schmemann、1921年9月13日エストニア、1983年12月13日米国）は、主に米国で活躍した正教会の神学者・長司祭。現代正教神学の代表的存在の一人とされている。

## 生涯
ロシア革命から逃れた亡命ロシア人（ロシア化したバルトドイツ系ブルジョワジー)の一家に、1921年、エストニアのタリンで生まれる。その後フランスに渡り、フランスで教育を受けつつ成長した。当初はベルサイユにあったロシア軍学校で士官候補生として教育を受けていたが、のちに高等学校に移った。10代から堂役として奉神礼に奉仕し、これに喜びを感じていた。
パリの聖セルギイ神学院で神学を学ぶ。1943年に結婚、1946年には司祭に叙聖された。聖セルギイ神学院では教会史を教えた。
1951年、渡米。ニューヨークにある聖ウラジーミル神学校で正教奉神礼神学の教授として声望を得る。1962年には学監に就任、1983年まで同神学校のために精力的に働き、さらに他大学（コロンビア大学、ニューヨーク大学）や他神学校でも教鞭をとった。
エキュメニカル運動の面では、世界教会協議会に参加していたほか、第二バチカン公会議には正教会からのオブザーバーとして参加している。
アメリカ正教会がモスクワ総主教庁から独立した正教会となるよう尽力した。「正教の離散問題」と呼ばれる、各民族ごとに教会組織・教区が分立されているアメリカ合衆国における正教の状況を憂慮し、アメリカ正教会がその統合に働くことを企図し、アメリカにおける正教の一致を目指して働き続けた。
なおアメリカ正教会が独立正教会となる際（1970年）、日本正教会も自治正教会としての承認をモスクワ総主教庁から得ることとなったが、その直前（1969年9月8日）、シュメーマンが来日し14日間に亘って滞在、アメリカ正教会の前身である在米ロシア正教会（北米メトロポリア）と姉妹教会の関係にあった日本正教会に対し、経緯の説明を行っている。
亡命者として祖国ロシアへの愛を持ち続け、1952年以降30年間、毎日曜日、無神論を標榜し宗教弾圧を行っていたソ連支配下の正教徒に向けてラジオ・リバティを通じ説教を行っていた。この説教の視聴者にはアレクサンドル・ソルジェニーツィンも含まれており、ソルジェニーツィンの国外追放後、ソルジェニーツィンとシュメーマンとの間には交友関係が生まれた。
多くの著作も遺した。"For the Life of the World: Sacraments and Orthodoxy"（邦題：『世のいのちのために 正教会のサクラメントと信仰』司祭松島雄一訳）は、日本語も含めて12ヶ国語に翻訳され、世界的な影響力を示している。
1983年12月13日、ガンのため永眠。62歳であった。